# Compañía de Comunicaciones de Monte 3
La Compañía de Comunicaciones de Monte 3 (Ca Com Mte 3) es una subunidad independiente del arma de comunicaciones del Ejército Argentino con asiento en Resistencia y con dependencia orgánica de la III Brigada de Monte.

## Reseña
Un escalón de la Ca Com 3 a órdenes del jefe de Compañía tuvo participación en la guerra del Atlántico Sur, desplegado en Puerto Argentino con fracciones en Puerto Howard y Darwin.
En 2020 prestó apoyo en la operación de protección civil "General Belgrano" con tareas de apoyo a la comunidad y ayuda humanitaria desplegada por las Fuerzas Armadas durante la pandemia de COVID-19 en la Argentina y bajo la conducción del Estado Mayor Conjunto junto con el Ministerio de Defensa. Se hallaba en la Zona de Emergencia Chaco con asiento en Resistencia.